# Bitva u Madhupuru (1817)
Bitva u Madhupuru (1817) byla částí třetí anglo-maráthské války mezi frakcí Maráthské konfederace a Britskou Východoindickou společností u Madhupuru, městě v oblasti Malva ze dne 21. prosince 1817.

## Madhupur
Madhupur je město a obec v okrese Ujjain v indickém státě Madhjapradéš v oblasti Malva. Město je tradičním poutním místem pro hinduistické poutníky. Nejznámější je Madhupur jako místo bitvy z 21. prosince 1817, bitvy mezi Maráthskou říší a Britskou východoindickou společností. Dějištěm bojů se město stalo opět během indického povstání. Britský výcvikový tábor, který zde byl umístěn v roce 1817, byl zrušen v roce 1882.

## Popis bitvy
Dne 21. prosince 1817 zaútočili Britové pod vedením sira Thomase Hislopa na armádu Maráthské konfederace vedenou 11letým mahárádžou Malharem Rao Holkarem II., 22letým Hari Rao Holkarem a 20letým Bhima Bai Holkarem. Maráthské dělostřelectvo pod vedením Roshana Bega zaútočilo na Brity střelbou z 63 děl. V jednu chvíli byli Britové na pokraji prohry. Pomohl jim zrádce v maráthské armádě, Gafur Khan. Opustil bojiště i se silami pod jeho velením. To rozhodlo o porážce maráthských sil.

## Mírová smlouva
Malhar Rao II, Tatya Jog a další uprchli do Alot. Mírová smlouva byla podepsána 6. ledna 1818 v Mandsauru. Holkarové přijali všechny podmínky stanovené Brity v této smlouvě. Na konci této třetí anglo-maráthské války ztratila dynastie Holkar většinu ze svého území, které se tak dostalo pod kontrolu Britské východoindické společnosti.
Bitva tak vedla k omezení moci Maráthů. Bádží Rao II., který se pokoušel znovu konsolidovat Maráthskou konfederaci se nakonec v červnu 1818 vzdal. Britové zrušili pozici Péšvy a Maráthská říše byla omezena na malé království Sátárá až do jeho připojení ke státu Bombaj v roce 1848.

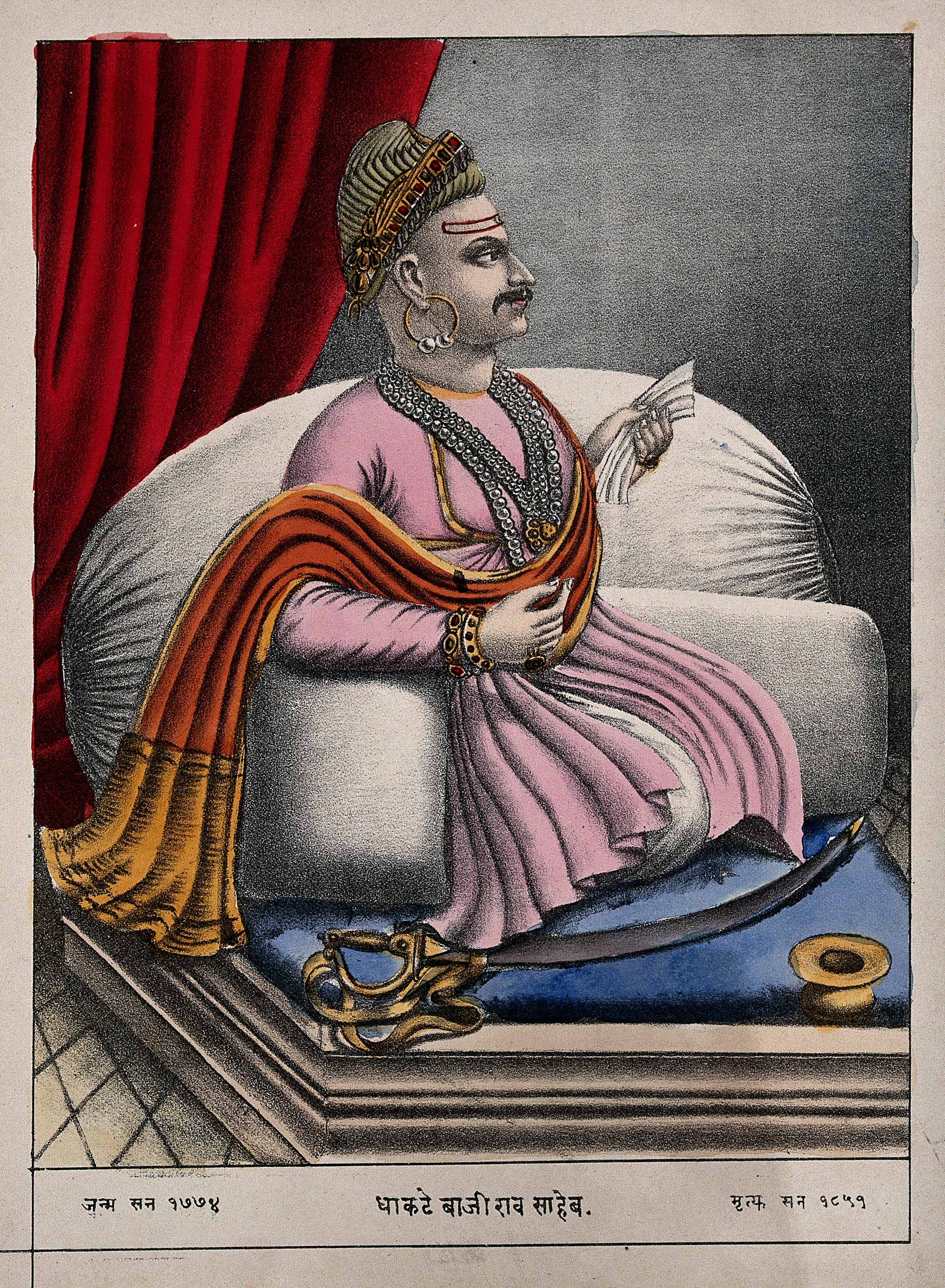
13. Péšva Maráthské říše, Bádží Rao II., vládl od 6. prosince 1796 do 3. června 1818